# Christopher Young
Christopher Young (Red Bank, 28 aprile 1958) è un compositore statunitense.

## Biografia
Nato nel New Jersey, ha studiato al Hampshire College nel Massachusetts, completa la sua istruzione alla North Texas State University. Trasferitosi a Los Angeles nel 1980, viene convinto a diventare compositore, tanto che studia alla UCLA Film School, sotto la supervisione di David Raksin.
Inizia a lavorare negli anni ottanta, per lo più per film destinati all'home video, ma grazie a questo riesce man mano a farsi conoscere, divenendo uno dei compositori più richiesti, prevalentemente per film horror, tanto da guadagnarsi un Saturn Award per la miglior colonna sonora di Hellbound: Hellraiser II - Prigionieri dell'Inferno.
Tra gli altri film per cui ha composto le musiche, vi sono The Core, Spider-Man 3 e Le regole del gioco.

## Filmografia parziale

### Cinema
- Robby, regia di Ralph C. Bluemke (1968)
- The Dorm That Dripped Blood, regia di Stephen Carpenter e Jeffrey Obrow (1982)
- Scontro al vertice (Highpoint), regia di Peter Carter (1982)

- The Power, regia di Stephen Carpenter e Jeffrey Obrow (1984)
- The Oasis, regia di Sparky Greene (1984)
- Angel Killer II - La vendetta (Avenging Angel), regia di Robert Vincent O'Neil (1985)
- DEFCON-4, regia di Paul Donovan e Digby Cook (1985)
- Wheels of Fire, regia di Cirio H. Santiago (1985)
- La regina dei barbari (Barbarian Queen), regia di Héctor Olivera (1985)
- L'anello incantato (Wizards of the Lost Kingdom), regia di Héctor Olivera (1985)
- Nightmare 2 - La rivincita (A Nightmare on Elm Street Part 2: Freddy's Revenge), regia di Jack Sholder (1985)
- Getting Even, regia di Dwight H. Little (1986)
- Torment, regia di Samson Aslanian e John Hopkins (1986)
- Invaders (Invaders from Mars), regia di Tobe Hooper (1986)
- Morte a 33 giri (Trick or Treat), regia di Charles Martin Smith (1986)
- Hellraiser, regia di Clive Barker (1987)
- Fiori nell'attico (Flowers in the Attic), regia di Jeffrey Bloom (1987)
- The Telephone, regia di Rip Torn (1988)
- Bat*21, regia di Peter Markle (1988)
- L'estate stregata (Haunted Summer), regia di Ivan Passer (1988)
- Hellbound: Hellraiser II - Prigionieri dell'Inferno (Hellbound: Hellraiser II), regia di Tony Randel (1988)
- La mosca 2 (The Fly II), regia di Chris Walas (1989)
- Vietnam War Story: The Last Days, regia di David Burton Morris, Sandy Smolan e Luis Soto (1989) - (episodi "The Last Outpost" e "Dirty Work")
- L'intruso (Hider in the House), regia di Matthew Patrick (1989)
- Barbarian Queen II: The Empress Strikes Back, regia di Joe Finley (1990)
- Gli angeli volano basso (Bright Angel), regia di Michael Fields (1990)
- Il cannibale metropolitano (The Vagrant), regia di Chris Walas (1992)
- Drago d'acciaio (Rapid Fire), regia di Dwight H. Little (1992)
- Gli occhi del delitto (Jennifer Eight), regia di Bruce Robinson (1992)
- Clive Barker: The Art of Horror, regia di Christopher Holland (1992)
- La metà oscura (The Dark Half, 1993)
- Incubo d'amore (Dream Lover, 1994)
- L'isola dell'ingiustizia - Alcatraz (Murder in the First, 1995)
- Specie mortale (Species, 1995)
- Virtuality (Virtuosity, 1995)
- Copycat - Omicidi in serie (Copycat, 1995)
- Specchio della memoria (Unforgettable, 1996)
- Set It Off - Farsi notare (Set It Off, 1996)
- Acque profonde (Head Above Water, 1996)
- Delitto alla Casa Bianca (Murder at 1600, 1997)
- L'uomo che sapeva troppo poco (The Man Who Knew Too Little), regia di Jon Amiel (1997)
- Pioggia infernale (Hard Rain, 1998)
- Obsession (Hush, 1998)
- Il giocatore (Rounders, 1998)
- Urban Legend (1998)
- Entrapment (1999)
- The Big Kahuna (1999)
- Hurricane - Il grido dell'innocenza (The Hurricane, 1999)
- Wonder Boys (2000)
- La mossa del diavolo (Bless the Child, 2000)
- The Gift - Il dono (The Gift, 2000)
- Sweet November - Dolce novembre (Sweet November, 2001)
- Codice: Swordfish (Swordfish, 2001)
- Scene da un crimine (Scenes of the Crime, 2001)
- Prigione di vetro (The Glass House, 2001)
- The Shipping News (2001)
- Bandits (2001)
- Shade - Carta vincente (Shade, 2003)
- The Core (2003)
- La giuria (Runaway Jury, 2003)
- The Grudge (2004)
- Medici per la vita (Something the Lord Made, 2004)
- Beauty Shop (2005)
- The Exorcism of Emily Rose (2006)
- The Grudge 2 (2006)
- Ghost Rider (2007)
- Spider-Man 3 (2007)
- Le regole del gioco (Lucky You, 2007)
- Nella rete del serial killer (Untraceable, 2008)
- Sleepwalking (2008)
- The Informers - Vite oltre il limite (The Informers, 2008)
- Drag Me to Hell (2009)
- The Uninvited (2009)
- Creation (2009)
- Qualcosa di speciale (Love Happens) (2009)
- La fontana dell'amore (When in Rome) (2010)
- Sinister (2012)
- Killing Season, regia di Mark Steven Johnson (2013)
- Liberaci dal male (Deliver Us from Evil), regia di Scott Derrickson (2014)
- Pet Sematary, regia di Kevin Kölsch e Dennis Widmyer (2019)
- The Piper, regia di Erlingur Thoroddsen (2023)
- The Offering, regia di Oliver Park (2023)